# Restoration (film 2011)
Restoration (Boker tov adon Fidelman) è un film del 2011 diretto da Yossi Madmoni.

## Riconoscimenti
- 2011 - Festival internazionale del cinema di Karlovy Vary
  - Globo di Cristallo